# Gal Costa
Maria da Graça Costa Penna Burgos, coneguda pel seu nom artístic Gal Costa   (Salvador, 26 de setembre de 1945 - São Paulo, 9 de novembre de 2022), va ser una cantant brasilera de Música Popular Brasilera.
Gal Costa va néixer a Barra, un dels barris més tradicionals de Salvador. Als 10 anys, Gal va fer amistat amb les germanes Sandra i Andréia Dedé Gadelha, futures esposes dels compositors i cantants Gilberto Gil i Caetano Veloso, respectivament. Amb 14 anys se li va desvetllar l'interès per la bossa nova en sentir João Gilberto cantant Chega de Saudade a la ràdio. Als 18 coneix Caetano Veloso a través de Andréia Gadelha, i s'inicia entre ells una profunda amistat que encara dura.

## Carrera
Gal Costa va debutar professionalment el 22 d'agost de 1964 al concert d'inauguració del Teatre Vila Velha de la seva ciutat, compartint cartell amb Caetano Veloso, Gilberto Gil, Maria Bethânia i Tom Zé, entre d'altres. Aquest mateix any es traslladà a Rio de Janeiro, a casa de la seva cosina Nívea, seguint les passes de Maria Bethânia, que hi havia triomfat amb la seva participació en el xou Opinião.
La seva primera gravació va ser el duet Sol Negro, amb Maria Bethânia, publicat en el primer disc d'aquesta el 1965. El mateix any publicà els seus primers singles, amb l'autobiogràfica Eu vim da Bahia, escrita per Gilberto Gil, i Sim, foi você, de Caetano Veloso. L'any següent, va conèixer personalment João Gilberto i participà en el I Festival Internacional da Canção a Rio, tot i que sense gaire èxit. El 1967 publicà amb Caetano Veloso el disc Domingo, que per a tots dos fou el primer LP. Participà en el II Festival Internacional da Canção, que la consagra com a cantant dels grans festivals televisats que van estar molt en voga al Brasil durant les dècades dels 60 als 80.
Durant aquest temps s'havia traslladat al casalot Solar da Fossa, on va participar des del començament en el naixement del moviment tropicalista. El 1968, amb la resta dels tropicalistes Bahianos i Cariocas, es traslladà a São Paulo, on el grup incorporà els Paulistanos (Tom Zé, Os Mutantes). Aquest any es publicà el disc-manifest del moviment, Tropicália: ou Panis et Circenses, que conté quatre cançons interpretades per ella: Mamãe coragem, de Caetano i Torquato Neto, Parque industrial, de Tom Zé, Enquanto seu lobo não vem i Baby, ambdues de Caetano. Aquesta darrera fou el seu primer gran èxit com a solista, i esdevingué un clàssic de la música popular brasilera. També va posar la seva veu a altres cançons cabdals del moviment com Não Identificado, Divino, Maravilhoso, Saudosismo, Mamãe Coragem, Cultura e Civilização, Clara o Que pena, aquestes dues darreres en dua amb Caetano. Tot i no ser l'única cantant del grup, se la considera la musa del Topicália.
L'any 1969, ja després del final abrupte del moviment tropicalista a mans de la dictadura militar, va publicar el seu primer disc en solitari Gal Costa, que conté bona part de les cançons tropicalistes esmentades. El mateix any aparegué el seu segon disc Gal, que conté els seus èxits Meu nome é Gal Roberto i Erasmo Carlos, i Cinema Olympia, (Caetano Veloso). Aquest disc donà lloc al seu espectacle Gal!, encetant una dinàmica disc d'èxit-espectacle d'èxit que no ha abandonat.
Entre els seus treballs més significatius cal destacar:
- Fa-Tal - Gal a Todo Vapor, del 1971 (en directe), on oscil·la entre la música suau brasilera i el heavy rock, i font d'un dels seus espectacles de més èxit.
- Índia (1973), censurat a causa del bikini provocatiu que lluïa a la coberta.
- Doces Bárbaros (1976), amb Gilberto Gil, Caetano i Maria Bethânia. Tots quatre, presentant-se com una típica banda hippie dels anys 70, van realitzar l'espectacle Doces Bárbaros, que va girar pel Brasil i, malgrat les crítiques inicials, va acabar convertint-se en una referència que va donar lloc a una pel·lícula, a xous de carnaval i a l'espectacle de recepció de la reina Elisabet II d'Anglaterra. El disc s'havia preparat en estudi però finalment es va llançar amb les gravacions en directe. Tots quatre van reprendre el tema 18 anys després amb el disc commemoratiu Doces Bárbaros na Mangueira.
- Água Viva,(1978), el seu primer disc d'or, que va donar lloc a l'espectacle Gal Tropical, on Gal imprimeix un gir a la seva carrera, canviant la seva imatge de musa hippy a una cantant més madura.
- El seu single Festa Do Interior (1982), extret de l'àlbum doble Fantasia va ser el seu més gran èxit de vendes, esdevenint multi-platí al final de l'any.
- Entre les seves nombroses gravacions per a sèries per a la televisió, destaca Modinha para Gabriela (Dorival Caymmi), per a la telenovel·la Gabriela de Rede Globo, basada en la novel·la homònima de Jorge Amado, i que TV3 va passar els anys 80.
- En el camp extramusical, va actuar a la pel·lícula O Mandarim (1995) fent el paper de la cantant Carmen Miranda.

Des del 2006 va limitar la seva activitat artística, per dedicar-se a cuidar del seu fill adoptiu. Tot i això, el 2009 va participar com a convidada en la gira brasilera de Dionne Warwick. També va servir de pont intergeneracional en la música del Brasil, com proven el single Cuidando de longe que va treure amb Marília Mendonça l'any 2018; o l'últim LP publicat per l'artista, Nenhuma dor (2021) farcit de col·laboracions amb altres artistes (Zeca Veloso, Zé Ibarra, Rodrigo Amarante, Seu Jorge, Jorge Drexler e António Zambujo.
Costa va morir en el seu domicili de São Paulo a l'edat de 77 anys, víctima d'un infart. Dies abans havia hagut de cancel·lar una actuació al Primavera Sound paulista, per problemes de salut. Va deixar un únic fill, de 17 anys, que la cantant havia adoptat quan aquest en tenia 2.

## Estil
En la seva carrera ha cantat moltes cançons de gran èxit tant en el seu país com internacionalment. Va ser una de les personalitats musicals del Brasil amb més projecció internacional. La seva veu de mezzosoprano tenia tanmateix una gran amplitud de registre i una gran capacitat d'adaptar-se a les necessitats expressives més diverses.
El seu repertori inclou obres de la majoria dels compositors brasilers més importants, i abasta una ampli ventall d'estil i gèneres, tant brasilers com internacionals. A l'inici de la seva carrera va passar ràpidament de la bossa nova a la fusió pop-brasilera de Tropicália, fase que culmina el disc Fa-Tal - Gal a Todo Vapor. A partir d'aquí vira a un registre més popular i carnavaler, incidint en la samba, el forró, els estils més afrobrasilers, relacionats amb el candomblé (discos Gal Tropical i Fantasia). En aquesta fase assoleix un gran nivell de vendes. A mitjans dels 80 entra en una fase menys creativa, però eficaç a nivell comercial, gravant balades de músics populars. Als anys 90, però, de baixa en el mercat fonogràfic, retorna als seus interessos inicials amb discos més sofisticats i gravacions de bossa nova.

## Discografia

### Àlbums i principals èxits que inclouen
- 1965 - Maria da Graça (EP): Eu vim da Bahia (Gilberto Gil), Sim, foi você (Caetano Veloso)
- 1967 - Domingo, amb Caetano Veloso: Coração vagabundo (Caetano Veloso)
- 1968 - Tropicália ou Panis et Circenses, amb Caetano Veloso, Gilberto Gil, Nara Leão, Tom Zé, Os Mutantes, Jorge Ben
- 1969 - Gal Costa: Baby, Divino, maravilhoso, Não identificado (Caetano Veloso), Que pena (Ele já não gosta mais de mim (Jorge Benjor )
- 1969 - Gal: Meu nome é Gal (Roberto i Erasmo Carlos), Cinema Olympia (Caetano Veloso)
- 1970 - Legal: London London (Caetano Veloso),Falsa baiana (Geraldo Pereira).
- 1971 - Fa-Tal - Gal a Todo Vapor (en directe): Vapor barato (Jards Macalé - Waly Salomão), Como 2 e 2 (Caetano Veloso) "Pérola negra (Luiz Melodia).
- 1973 - Índia: Índia (J. A. Flores - M. O. Guerreiro – versió José Fortuna), Volta (Lupicínio Rodrigues)
- 1974 - Cantar: Barato total (Gilberto Gil), Flor de maracujá, Até quem sabe (ambdues de João Donato i Lysia Enio), A rã (João Donato i Caetano Veloso)
- 1975 - Teco teco (Pereira da Costa - Milton Vilela), (EP).
- 1976 - Gal Canta Caymmi: Só louco, Vatapá, São Salvador e Dois de fevereiro (Dorival Caymmi)
- 1976 - Doces Bárbaros - ao vivo, (en directe) amb Caetano Veloso, Gilberto Gil i Maria Bethânia
- 1977 - Caras e Bocas: Tigresa (Caetano Veloso), Negro amor (It's all over now, baby blue) (Bob Dylan)
- 1978 - Água Viva: Folhetim (Chico Buarque), Olhos verdes (Vicente Paiva), Paula e Bebeto (Milton Nascimento – Caetano Veloso)
- 1979 - Gal Tropical: Balancê (João de Barro - Alberto Ribeiro), Força estranha (Caetano Veloso), Noites cariocas (Jacob do Bandolim - Hermínio Bello de Carvalho), i regravacions d'Índia i Meu nome é Gal
- 1980 - Aquarela do Brasil: É luxo só, Aquarela do Brasil, Na Baixa do Sapateiro, Camisa amarela, No tabuleiro da baiana (totes de Ary Barroso)
- 1980 - Fantasia: Meu bem meu mal, Massa real (ambdues de Caetano Veloso), Açaí, Faltando um pedaço (ambdues de Djavan), O amor (Caetano Veloso - Ney Costa Santos - Vladmir Maiakovski), Canta Brasil (David Nasser - Alcir Pires Vermelho), Festa do interior (Moraes Moreira - Abel Silva)
- 1982 - Minha Voz: Azul (Djavan), Dom de iludir, Luz do sol (ambdues de Caetano Veloso), Bloco do prazer (Moraes Moreira - Fausto Nilo), Verbos do amor (João Donato e Abel Silva), Pegando fogo (Francisco Mattoso - José Maria de Abreu)
- 1983 - Baby Gal: Eternamente (Tunai - Sérgio Natureza - Liliane), Mil perdões (Chico Buarque), Rumba louca (Moacyr Albuquerque - Tavinho Paes), regravació de Baby
- 1983 - Trilha Sonora do Filme 'Gabriela', banda sonora de la pel·lícula 'Gabriela'
- 1984 - Profana: Chuva de prata (Ed Wilson - Ronaldo Bastos), Nada mais (Lately) (Stevie Wonder), Atrás da Luminosidade, Vaca profana (Caetano Veloso)
- 1985 - Bem Bom: Sorte (Celso Fonseca - Ronaldo Bastos), cantada amb Caetano Veloso, Um dia De Domingo (Michael Sullivan - Paulo Massadas)
- 1986 - Jazzvisions: Rio Revisited (en directe, amb Antonio Carlos Jobim)
- 1987 - Lua de Mel Como o Diabo Gosta: Lua de mel (Lulu Santos), Me faz bem (Milton Nascimento - Fernando Brant), Viver e reviver (Here, there, and everywhere) (Lennon – McCartney)
- 1990 - Plural: Alguém me disse (Jair Amorim - Evaldo Gouveia), Nua idéia (João Donato – Caetano Veloso) Cabelo (Jorge Benjor - Arnaldo Antunes)
- 1992 - Gal: Caminhos cruzados (Tom Jobim - Newton Mendonça)
- 1994 - O Sorriso do Gato de Alice: Nuvem negra (Djavan)
- 1995 - Mina D'Água do Meu Canto: Futuros amantes (Chico Buarque)
- 1997 - Acústico MTV: "Lanterna dos Afogados" (Herbert Vianna)
- 1998 - Aquele Frevo Axé: Imunização racional (Que beleza) (Tim Maia)
- 1999 - Gal Costa Canta Tom Jobim Ao Vivo' (en directe)
- 2001 - Gal de Tantos Amores: Caminhos do mar (Dorival Caymmi, Danilo Caymmi i Dudu Falcão)
- 2002 - Gal Bossa Tropical: Socorro (Alice Ruiz e Arnaldo Antunes)
- 2004 - Todas as Coisas e Eu: Nossos momentos (Haroldo Barbosa - Luis Reis)
- 2005 - Hoje: Mar e sol (Carlos Rennó e Lokua Kanza)
- 2006 - Gal Costa Live at the Blue Note (en directe)
- 2006 - Gal Costa Ao Vivo (en directe)
- 2011 - Recanto
- 2013 - Recanto Ao Vivo (en directe)
- 2014 - Live in London '71 (Gilberto Gil)
- 2015 - Estratosférica
- 2017 - Estratosférica Ao Vivo (en directe)
- 2018 - Trinca de Ases (Gilberto Gil i Nando Reis)
- 2018 - A Pele Do Futuro
- 2018 - A Pele do Futuro ao Vivo (en directe)
- 2021 - Nenhuma Dor

### DVD
- Acústico MTV, 1997
- Gal Costa Canta Tom Jobim Ao Vivo, 2000
- Outros (Doces) Bárbaros, 2004
- Ensaio, 2005
- Roda Viva, 2005
- Gal Costa Ao Vivo, 2006
- Recanto Ao Vivo, 2013
- Estratosférica Ao Vivo, 2017
- Trinca de Ases, 2018

### Participacions
En àlbums d'altres artistes
- Circuladô, de Caetano Veloso, O Cu Do Mundo
- 20 Anos, Convida Boca Livre, Ponta de Areia
- Joyce Joyce, Mistérios
- Rita Lee, Bossa N'Roll ao Vivo, de Rita Lee, Mania de Você
- Duetos com Mestre Lua, de Luiz Gonzaga, Forró Nº 1
- Tom Jobim e Convidados, de Tom Jobim, Tema de amor por Gabriela
- O Melhor de Mercedes Sosa, de Mercedes Sosa, Volver a Los 17
- Maria Bethânia, de Maria Bethânia, Oração de Mãe Menininha
- Acústico e Ao Vivo, diversos artistes, Flor da pele (Pot-pourri)
- Maria Bethânia - Novo Millennium, Maria Bethânia, Sonho Meu
- Maria Bethânia - Novo Millennium, Maria Bethânia, Oração de Mãe Menininha
- Essas Parcerias, de Francis Hime, Um Dueto
- Bethânia Revisitada, de Maria Bethânia, Sonho meu
- Milton Nascimento Ao Vivo, de Milton Nascimento, Solar i Um Gosto de Sol

## Filmografia
- 1995 - O Mandarim, fent de Carmen Miranda